# Talara bicolor
Talara bicolor är en fjärilsart som beskrevs av Rothschild 1913. Talara bicolor ingår i släktet Talara och familjen björnspinnare. Inga underarter finns listade i Catalogue of Life.